# 15621 Erikhovland
15621 Erikhovland è un asteroide della fascia principale. Scoperto nel 2000, presenta un'orbita caratterizzata da un semiasse maggiore pari a 2,6312877 UA e da un'eccentricità di 0,1529321, inclinata di 15,99981° rispetto all'eclittica.